# Trójkąt sunnicki

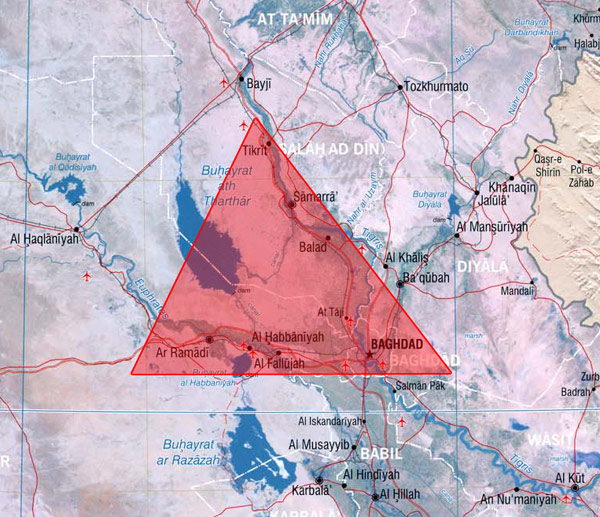
"Trójkąt sunnicki" na mapie Iraku

Trójkąt sunnicki (ang. Sunni Triangle) – umowne określenie, odnoszący się do gęsto zaludnionego obszaru w środkowo-północnym Iraku, zamieszkanego głównie przez Arabów, sunnitów.
Obszar ten jest zwykle umiejscawiany między Bakubą (wschodni bok trójkąta), Bagdadem (południowy brzeg trójkąta), Ar-Ramadi (zachodni bok trójkąta) oraz Tikritem (wierzchołek trójkąta). W tym regionie znajdują się także Samarra oraz Al-Falludża.
Region "trójkąta sunnickiego" stanowił obszar silnego oporu jednostek wspierających byłego irackiego prezydenta, Saddama Husajna w czasie oraz po zakończeniu II wojny w Zatoce Perskiej. Sam Saddam Husajn urodził się na przedmieściach Tikritu, zaś po inwazji, 13 grudnia 2003, został odnaleziony przez amerykańskich żołnierzy w kryjówce, oddalonej 15 kilometrów od swojego rodzinnego miasta.
Zwrotu "sunnicki trójkąt" użył jeszcze przed interwencją amerykańską w Zatoce Perskiej, w wywiadzie udzielonym dla San Francisco Chronicle, Scott Ritter – były szef UNSCOM (specjalnej agendy ONZ).